# Arrest Chan-a-Hung/Maalsté
Chan-a-Hung/Maalsté (HR 4 mei 2001, NJ 2002/214) is een arrest van de Nederlandse Hoge Raad dat van groot belang is voor de verkeersaansprakelijkheid.

## Casus
Op 16 december 1993 vond op het fietspad een aanrijding plaats tussen Maalsté, minderjarig, rijdend op een bromfiets en Chan-a-Hung, meerderjarig, rijdend op een fiets. Maalsté was op weg van Colmschate naar Deventer. Chan-a-Hung reed in tegengestelde richting en bevond zich op het fietspad aan de verkeerde helft van de weg.
Chan kwam ongedeerd uit het ongeluk, maar Maalsté had letsel aan zijn knie, deels met blijvende gevolgen. Hij werd ook voor 14% arbeidsongeschikt verklaard.

## Rechtsvraag
De Hoge Raad oordeelde dat op grond van de zogeheten reflexwerking van art. 185 WVW Maalsté aansprakelijk was voor de eigen schade, tenzij hij kon bewijzen dat hem rechtens niets te verwijten viel. Dat was hier het geval. Chan-a-Hung werd aansprakelijk gesteld voor de schade aan Maalsté op grond van overmacht aan de zijde van Maalsté. De Hoge Raad achtte hier noch de 100%-, noch de 50%-regel van toepassing. Het gerechtshof had reeds geoordeeld dat de causale bijdrage aan de schade voor 90% aan de zijde van Chan-a-Hung en voor 10% aan de zijde van Maalsté werd gesteld. Op grond van de billijkheidscorrectie van art. 6:101 BW werd de verplichting tot schadevergoeding door Chan-a-Hung op 100% gesteld. Hierin had het gerechtshof de jeugdige leeftijd van Maalsté ten tijde van het ongeluk, de ernst van de gevolgen en het feit dat Chan-a-Hung in tegenstelling tot Maalsté verzekerd was, laten meewegen. Het cassatieberoep werd door de Hoge Raad verworpen.

## Belang
Het arrest Chan-a-Hung/Maalsté is een belangwekkend arrest, niet zozeer omdat het reflexwerking van artikel 185 WVW toepast (dat was al gebeurd in het arrest Saskia Mulder (HR 06-02-1987, NJ 1988, 57), maar omdat het duidelijk maakt dat noch de 100%-, noch de 50%-regel reflexwerking hebben. Tevens wordt toegestaan dat de billijkheidscorrectie van artikel 6:101 BW geheel ten gunste van de gemotoriseerde wordt toegepast, mede op grond van de verzekeringspositie van de ongemotoriseerde verkeersdeelnemer. In zijn noot bij het arrest maakte de civilist Christiaan Brunner bezwaar tegen het in aanmerking nemen van de verzekeringspositie van één der partijen (in dit geval Chan-a-Hung) voor de beoordeling van eigen schuld.